# De Jantjes (1922)
De Jantjes is een Nederlandse stomme film uit 1922, gebaseerd op het gelijknamige toneelstuk van Herman Bouber. Het werd in 1934 opnieuw verfilmd, deze keer als geluidsfilm De Jantjes.

De film is grotendeels verloren gegaan. In het Filmmuseum is nog een fragment van acht minuten aanwezig.

Promotiefoto's
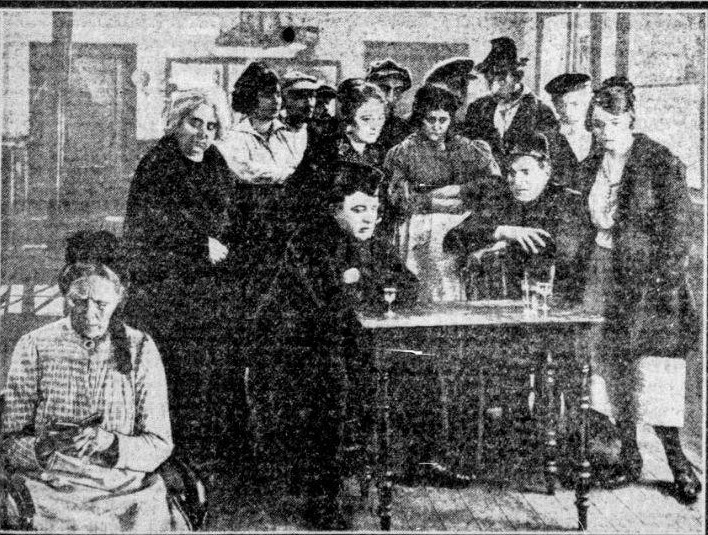
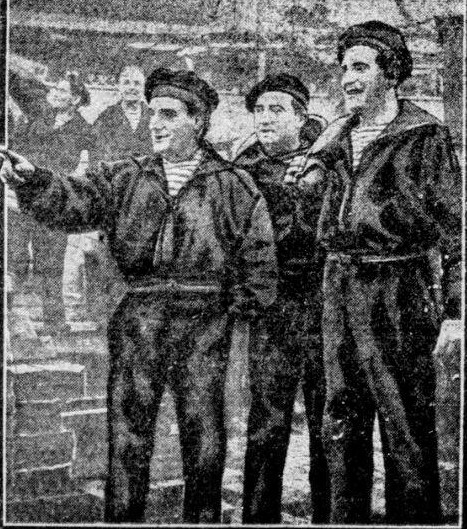
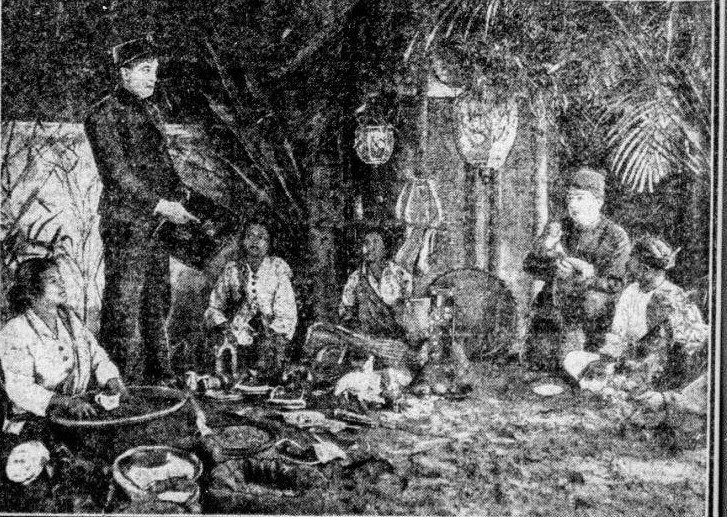

## Verhaal
Dries, Toon en Schele Manus komen terug uit Oost-Indië, en vieren dit bij thuiskomst in de Jordaan. Al gauw komen de mannen erachter dat hun vriendinnen niet echt trouw waren in de tussentijd dat zij weg waren, en het werk niet voor het oprapen ligt.

## Rolverdeling
| Acteur           | Personage    |
| ---------------- | ------------ |
| Louis Davids     | Blauwe Toon  |
| Maurits de Vries | Dolle Dries  |
| Johan Elsensohn  | Schele Manus |
| Beppie de Vries  | Blonde Greet |
| Beppie Murray    | Doortje      |
| Adrienne Solser  | Na Druppel   |
| Andre van Dijk   | Leendert     |